# مصطفى آغا

## مصطفى آغا
| الولادة | 1877م بتونس العاصمة. |
| الوفاة  | 1936 م.              |
| الأصل   | اليونان              |
| حفيد    | وزير الحرب التونسي.  |
| تأثر ب  | الشعر العربي         |

## تعريف
ولد مصطفى أغا سنة 1877 بقصر آغة في بلدة الكرم القريبة من العاصمة تونس. كان حفيداً لوزير الحرب، وأصله من اليونان. أحب الشعر و الموسيقى منذ صغر سنه، و درس الأدب التركي و العربي و الفرنسي، و تأثر بالشعر العربي و حفظ الكثير من دواوين الشعراء المشهورين. تربى في بيئة ارستقراطية، ينعم بطيبات الحياة. وله ديوان، و **الأمثال على ألسنة الحيوانات** و مسرحيات شعرية.

## شعره
تفنن مصطفى آغا في أداء الشعر. وهذه قصيدة الدردنيل للشاعر مصطفى آغا:
| أقلع بقشّك أيها الأسطول       |  | إن التي هاجمت إسلامبول    |
| أتهاجم الآساد في أجامها      |  | وعرينها بلُيوثِه مأهول      |
| أبحرت نحو الدردنيل لفتحه     |  | فرأيتَ أنّ الدردنيل مهُول    |
| لا تحسب الغارات جولَة سائحٍ    |  | فٱطرح حسابكَ إنه ترميلُ     |
| يتفاخرون جهالةً بعديدهِم       |  | فليَكثروا "إن الكرام قليلُ" |
| فتَحيّرواْ، و من المحال إيّابهُم، |  | و توقّفوا و منَ المُحال دُخولُ |
| تلقاؤُهُم ما لم يكن بحساَبهِم،   |  | و أمامهم مستَقْبَلٌ مجهولُ     |
| شاهدتموهاَ وَ السماء تلبّدت،    |  | و رأيْتمواْ كيف الجبالُ تزولُ |

## وصلات خارجية
- مصطفى آغا - مؤسسة جائزة عبد العزيز سعود البابطين للإبداع الشعري